# Persone di cognome Marchetti
| Questa pagina contiene informazioni ricavate automaticamente dalle voci biografiche con l'ausilio del template Bio e di un bot. L'aggiornamento è periodico e automatico e ricostruisce completamente la pagina. Se manca una persona in questa lista, sei pregato di non aggiungerla, ma accertati piuttosto che la sua voce biografica contenga il template Bio e che i dati anagrafici siano correttamente compilati. Se il template Bio manca, inseriscilo tu stesso o, in alternativa, metti l'avviso {{tmp\|Bio}} che ne segnala la mancanza. Se i dati riportati sono sbagliati, correggi direttamente la voce biografica; le modifiche saranno visibili in questa lista entro pochi giorni. Per chiarimenti vedi il progetto antroponimi. La lista contiene solo le 72 persone che sono citate nell'enciclopedia e per le quali è stato implementato correttamente il template Bio. Pagina aggiornata al 7 giu 2025. |

Questa è una lista di persone presenti nell'enciclopedia che hanno il cognome Marchetti, suddivise per attività principale.

## Agenti segreti(1)
- Victor Marchetti, agente segreto e scrittore statunitense (Hazleton, n. 1929 - Ashburn, † 2018)

## Agronomi(1)
- Domenico Marchetti, agronomo italiano (Arborio, n. 1903 - Arborio, † 1983)

## Allenatori di calcio(1)
- Alberto Marchetti, allenatore di calcio e ex calciatore italiano (Montevarchi, n. 1954)

## Allenatori di hockey su ghiaccio(1)
- Giovanni Marchetti, allenatore di hockey su ghiaccio e ex hockeista su ghiaccio italiano (Cavalese, n. 1968)

## Anatomisti(1)
- Domenico Marchetti, anatomista, chirurgo e medico italiano (Padova, n. 1626 - Padova, † 1688)

## Annunciatrici televisive(1)
- Arianna Marchetti, annunciatrice televisiva e ex modella italiana (Chioggia, n. 1976)

## Antropologhe(1)
- Laura Marchetti, antropologa e politica italiana (Bari, n. 1957)

## Arbitri di calcio(2)
- Armando Marchetti, arbitro di calcio italiano (Roma, n. 1909)
- Matteo Marchetti, arbitro di calcio italiano (Roma, n. 1989)

## Architetti(3)
- Antonio Marchetti, architetto italiano (Brescia, n. 1724 - † 1791)
- Bettino Marchetti, architetto e restauratore italiano (Siena, n. 1867 - Siena, † 1935)
- Giovanni Battista Marchetti, architetto italiano (Predore, n. 1686 - Brescia, † 1758)

## Arcivescovi cattolici(1)
- Giovanni Marchetti, arcivescovo cattolico italiano (Empoli, n. 1753 - Empoli, † 1829)

## Attori(5)
- Giulio Marchetti, attore e conduttore televisivo italiano (Barcellona, n. 1911 - Terracina, † 1993)
- Giulio Marchetti, attore italiano (Ancona, n. 1858 - Firenze, † 1916)
- Maurizio Marchetti, attore e regista italiano (Messina, n. 1953)
- Nino Marchetti, attore italiano (Codroipo, n. 1905 - Roma, † 1981)
- Renato Marchetti, attore italiano (Roma, n. 1970)

## Avvocati(1)
- Prospero Marchetti, avvocato italiano (Arco, n. 1822 - Arco, † 1884)

## Biologi(1)
- Roberto Marchetti, biologo italiano (Candia Lomellina, n. 1930 - Milano, † 1995)

## Calciatori(10)
- Alberto Marchetti, calciatore italiano (Arzignano, n. 1920 - Asiago, † 2015)
- Arduino Marchetti, calciatore italiano
- Domenico Marchetti, calciatore italiano (Chioggia, n. 1895)
- Federico Marchetti, calciatore italiano (Bassano del Grappa, n. 1983)
- Gianpietro Marchetti, ex calciatore e dirigente sportivo italiano (Rudiano, n. 1948)
- Luciano Marchetti, ex calciatore italiano (Cesenatico, n. 1927)
- Luigi Marchetti, calciatore e arbitro di pallanuoto italiano (Genova, n. 1888)
- Mariano Marchetti, ex calciatore italiano (Bassano del Grappa, n. 1960)
- Rolando Marchetti, ex calciatore italiano (Sinalunga, n. 1946)
- Vincent Marchetti, calciatore francese (Ajaccio, n. 1997)

## Cantanti(1)
- Anna Marchetti, cantante italiana (Copparo, n. 1945 - Bologna, † 2015)

## Cestiste(1)
- Lidia Marchetti, cestista italiana (Faenza, n. 1940 - Cesena, † 2020)

## Cestisti(1)
- Gianluca Marchetti, cestista italiano (Bracciano, n. 1993)

## Chirurghi(1)
- Pietro Marchetti, chirurgo, anatomista e medico italiano (Padova, n. 1589 - Padova, † 1673)

## Compositori(3)
- Filippo Marchetti, compositore italiano (Bolognola, n. 1831 - Roma, † 1902)
- Gianni Marchetti, compositore, arrangiatore e direttore d'orchestra italiano (Roma, n. 1933 - Roma, † 2012)
- Walter Marchetti, compositore italiano (Canosa di Puglia, n. 1931 - Milano, † 2015)

## Compositrici(1)
- Paola Marchetti, compositrice e pianista italiana (Pisa, n. 1904 - Torino, † 1942)

## Critici letterari(1)
- Giuseppe Marchetti, critico letterario e giornalista italiano (San Felice sul Panaro, n. 1934 - Parma, † 2021)

## Direttori di coro(1)
- Mauro Marchetti, direttore di coro italiano (Roma)

## Dirigenti sportivi(1)
- Giorgio Marchetti, dirigente sportivo italiano (Luino, n. 1960)

## Fisiche(1)
- Maria Cristina Marchetti, fisica italiana (Pavia, n. 1955)

## Fisici(1)
- Cesare Marchetti, fisico italiano (Castelnuovo Garfagnana, n. 1927 - Pontassieve, † 2023)

## Generali(2)
- Tullio Marchetti, generale e agente segreto italiano (Roma, n. 1871 - Bolbeno, † 1955)
- Ugo Marchetti, generale italiano (Roma, n. 1947)

## Giocatori di calcio a 5(1)
- Luca Marchetti, giocatore di calcio a 5 italiano (Roma, n. 1977)

## Giocatori di football americano(1)
- Gino Marchetti, giocatore di football americano statunitense (Smithers, n. 1926 - Paoli, † 2019)

## Giuristi(1)
- Piergaetano Marchetti, giurista, dirigente d'azienda e notaio italiano (Milano, n. 1939)

## Hockeisti su ghiaccio(2)
- Michele Marchetti, hockeista su ghiaccio italiano (Trento, n. 1994)
- Stefano Marchetti, hockeista su ghiaccio italiano (Trento, n. 1986)

## Imprenditori(1)
- Federico Marchetti, imprenditore italiano (Ravenna, n. 1969)

## Ingegneri(1)
- Alessandro Marchetti, ingegnere aeronautico italiano (Cori, n. 1884 - Sesto Calende, † 1966)

## Linguisti(1)
- Pascal Marchetti, linguista francese (San Nicolao, n. 1925 - Parigi, † 2018)

## Matematici(2)
- Alessandro Marchetti, matematico, astronomo e traduttore italiano (Pontorme, n. 1633 - Pontorme, † 1714)
- Angelo Marchetti, matematico e cosmografo italiano (n. 1674 - † 1753)

## Medici(1)
- Antonio Marchetti, medico e chirurgo italiano (Padova, n. 1640 - Padova, † 1730)

## Partigiani(1)
- Aristide Marchetti, partigiano, politico e antifascista italiano (Laveno-Mombello, n. 1920 - Roma, † 1994)

## Patrioti(1)
- Stefano Elia Marchetti, patriota e militare italiano (Bergamo, n. 1839 - Chrzanów, † 1863)

## Pittori(2)
- Giuseppe Marchetti, pittore italiano (Forlì, n. 1721 - Forlì, † 1801)
- Marco Marchetti, pittore italiano (Faenza - Faenza, † 1588)

## Politici(5)
- Fausto Marchetti, politico italiano (Carrara, n. 1937 - Carrara, † 2017)
- Luigi Marchetti, politico italiano (Langosco, n. 1802)
- Marco Marchetti, politico italiano (Fano, n. 1977)
- Riccardo Augusto Marchetti, politico italiano (Umbertide, n. 1987)
- Tito Giovanni Marchetti, politico e magistrato italiano (n. 1879)

## Rapper(1)
- Drimer, rapper italiano (Cles, n. 1995)

## Registe(1)
- Elisabetta Marchetti, regista televisiva e montatrice italiana (Roma)

## Religiose(1)
- Assunta Marchetti, religiosa italiana (Lombrici di Camaiore, n. 1871 - São Paulo, † 1948)

## Schermidori(1)
- Leandro Marchetti, ex schermidore argentino (n. 1974)

## Scultori(1)
- Pietro Marchetti, scultore italiano (Torano, n. 1766 - Carrara, † 1846)

## Tennisti(1)
- Gianni Marchetti, ex tennista italiano (Jolanda di Savoia, n. 1956)

## Velociste(1)
- Erica Marchetti, velocista italiana (Empoli, n. 1981)